# بریشسانی
بریشسانی (به چکی: Bříšťany) یک منطقهٔ مسکونی در جمهوری چک است که در شهرستان ییچین واقع شده‌است.